# Tanzania (rodzaj)
Tanzania – rodzaj pająków z rodziny skakunowatych.
Takson ten wprowadzili w 2000 roku Wanda Wesołowska i Anthony Russell-Smith pod nazwą Lilliput. Nazwa ta została jednak wcześniej nadana rodzajowi chrząszczy i w 2008 Ahmet Ömer Koçak i Muhabbet Kemal nadali mu nową, obecną nazwę.
Pająki o ciele długości od 1,5 do 3 mm. Karapaks mają stosunkowo wysoki, ubarwiony żółtawopomarańczowo z brązowawym rejonem oczu i pojedynczą, długą szczecinką za oczami przednio-środkowymi. Na przedniej krawędzi małych szczękoczułków mają dwa, a na tylnej jeden ząbek. Nogogłaszczki samców cechuje żółtawa barwa, owalne tegulum, skręcony embolus o wstążkowatym kształcie i brak apofizy goleniowej. Pozostałe odnóża u obu płci koloru żółtawego do czarnego, często ciemno obrączkowane. Opistosoma jest owalna. Samicę cechują kuliste spermateki, przykrycie wlotów przewodów nasiennych zesklerotyzowanymi klapkami oraz spiralny zrazik koło otworu kopulacyjnego.
Rodzaj afrotropikalny, znany z Nigerii, Etiopii, Tanzanii i Południowej Afryki.
Należy tu 6 opisanych gatunków:
- Tanzania meridionalis Haddad et Wesolowska, 2011
- Tanzania minutus (Wesolowska et Russell-Smith, 2000)
- Tanzania mkomaziensis (Wesolowska et Russell-Smith, 2000)
- Tanzania parvulus Wesolowska, Azarkina et Russell-Smith, 2014
- Tanzania pusillus (Wesolowska et Russell-Smith, 2000)
- Tanzania striatus Wesolowska, Azarkina et Russell-Smith, 2014